# Piasków (Ukraina)
Piasków (ukr. Пісків, Piskiw) – wieś na Ukrainie, w obwodzie rówieńskim, w rejonie rówieńskim, w hromadzie Kostopol. W 2001 liczyła 1167 mieszkańców, spośród których 1164 wskazało jako ojczysty język ukraiński, a 3 rosyjski. W 2024 liczyła 1053 mieszkańców.
W okresie międzywojennym wieś znajdowała się w granicach II RP, wchodząc w skład gminy Kostopol w powiecie kostopolskim, w województwie wołyńskim.